# Чита гърлс (филм)
„Чита Гърлс“ е американски оригинален телевизионен филм на „Дисни Ченъл“ от 2003 г. базиран на едноименната книга на Дебора Грегъри, режисиран от Оз Скот и продуциран от Уитни Хюстън. В ролите са Рейвън Симон, Ейдриън Бейлоун, Кийси Уилямс и Сабрина Брайсън като момичешка музикална група преследваща кариера.
Като първият оригинален музикален филм на „Дисни Ченъл“, той постигна успех и беше наблюдаван от около 84 млн зрители, успеха образува истинска музикална група съдържаща всички без Симоне и беше последван от две продължения, „Чита Гърлс“ в Испания" от 2006 и „Чита Гърлс“ в Индия", за който Рейвън не възвърна ролята си.